# Dodge Fast Four
La Fast Four è un'autovettura full-size prodotta dalla Dodge dal luglio del 1927 al gennaio del 1928. Era anche conosciuta come Dodge 128/129. È stato l'ultimo modello Dodge con motore a quattro cilindri.

## Storia

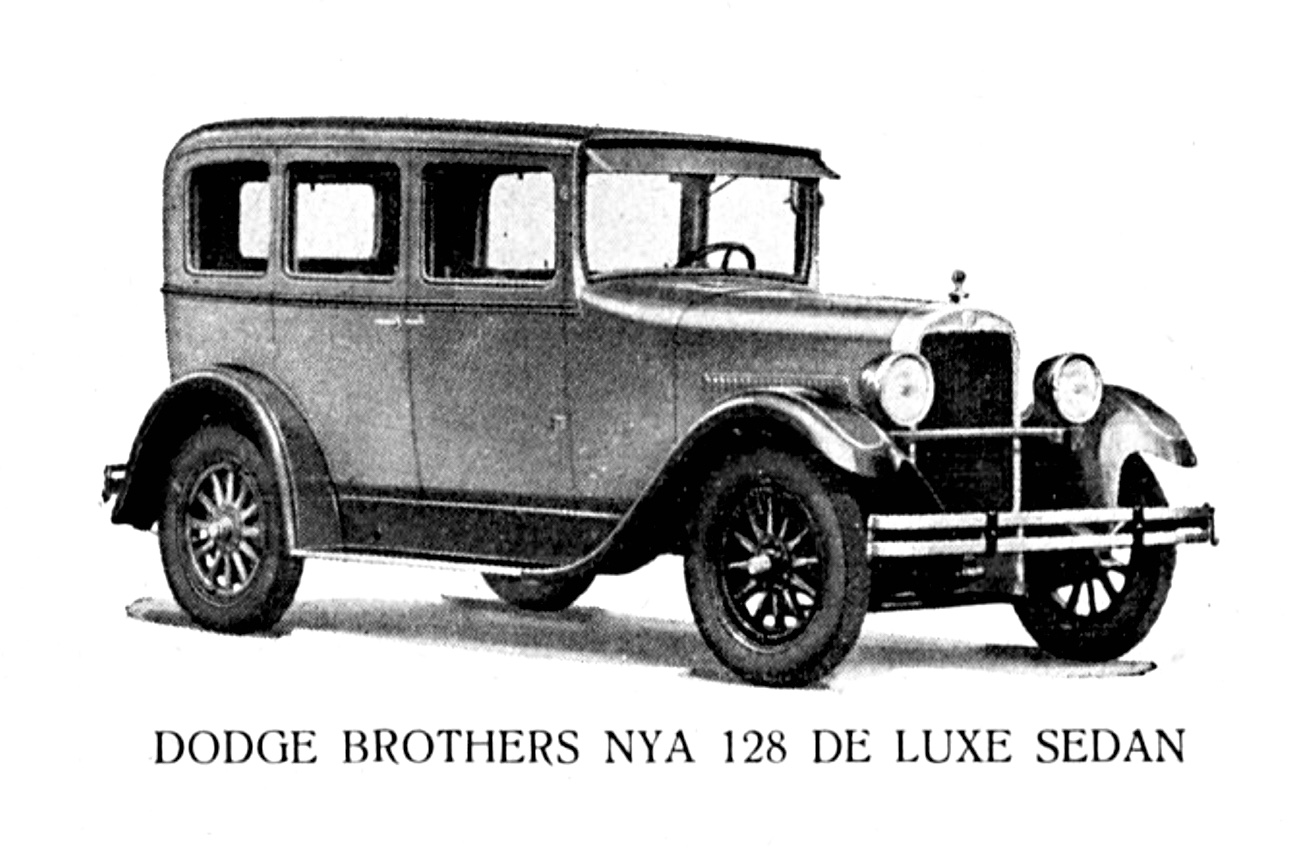
Una Dodge 128 de luxe Berlina

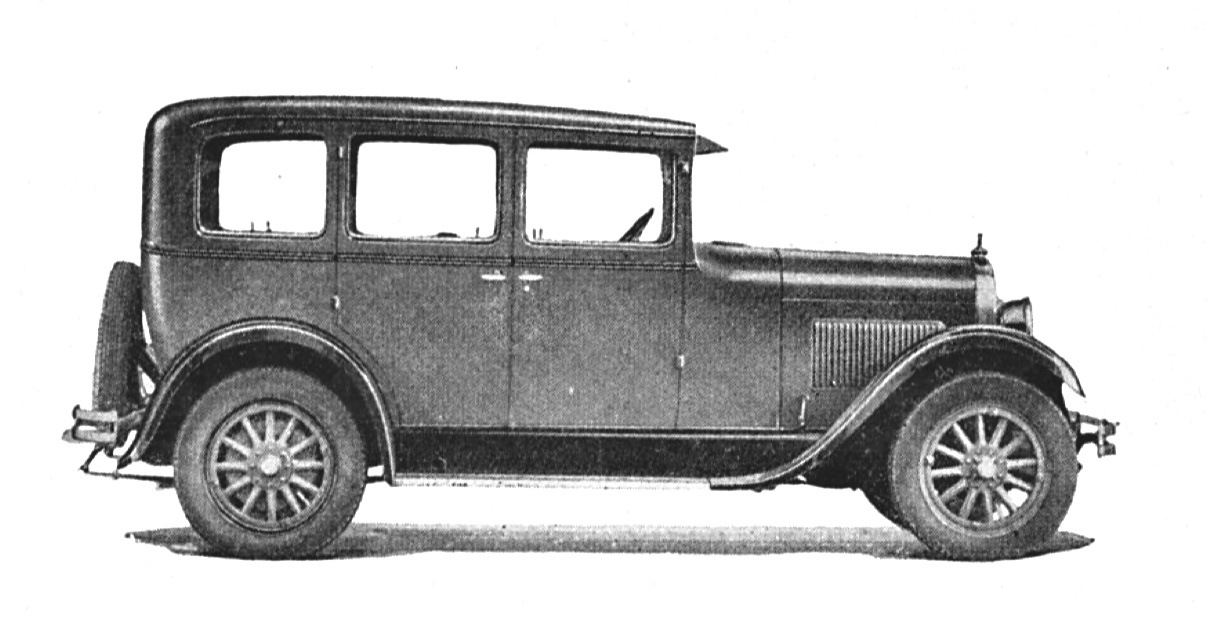
Una Dodge 128 de luxe Berlina

Similmente alla Dodge 126, cioè al modello predecessore e da cui derivava, la Fast Four era dotata di un motore a valvole laterali e quattro cilindri in linea da 3.479 cm³ di cilindrata che sviluppava 24 CV di potenza. Il propulsore era anteriore, mentre la trazione era posteriore. Il cambio era a tre rapporti mentre la frizione era monodisco a secco. I freni erano meccanici sulle quattro ruote. Dall'agosto del 1927, in occasione del lancio della nuova versione, la 129, furono introdotti i freni freni idraulici.
Il modello era offerto in versione berlina quattro porte, coupé due porte e cabriolet due e quattro porte. Erano disponibili due allestimenti, lo Special ed il Deluxe. Quest'ultimo era quello di livello più elevato.